# فاينباخ
فاينباخ (بالإنجليزية: Weinbach )‏ هي بلدية ألمانية في منطقة وسط ولاية هسن.

## الموقع الجغرافي
تقع فاينباخ على نهر لان  بين فتسلار وليمبورغ.

### العمدة
في نوفمبر 2014، تم انتخاب يورج لوسينج ليخلف ثورستين سبرنجر. 

### المدن التوأمة
تقيم فاينباخ منذ عام 1992 علاقات شراكة مع مدينة  ديبرزنو البولندية في  محافظة بوميرانا. 
وأيضاً مع بلدية بلاتنو التشيكية.

## معالم مميزة
بنيت الكنيسة البروتستانتية الحالية في فاينباخ عام 1728، وتم دمج الجوقة القوطية المبكرة للكنيسة السابقة. 
- قلعة إيلكرهاوزن على تلة البلدة.

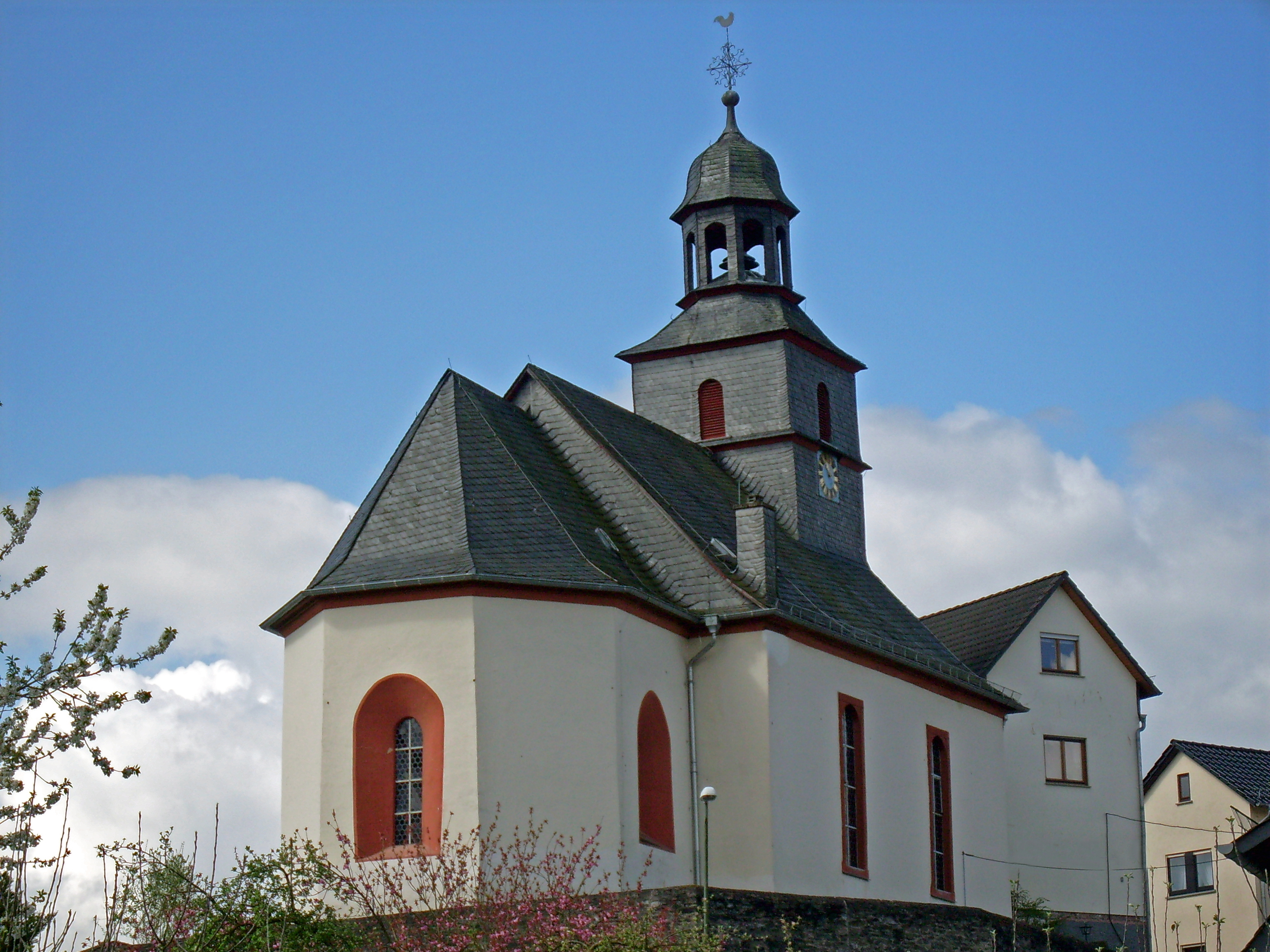
وينباخ - الكنيسة الإنجيلية
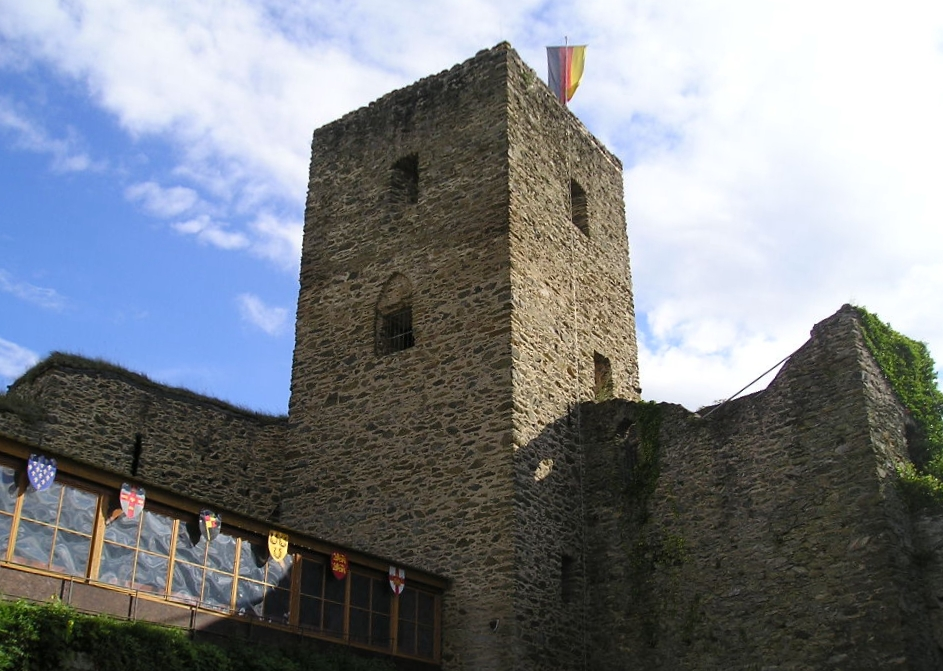
قلعة الخراب Freienfels

### التعليم
هناك مدرسة ابتدائية في وينباخ (مدرسة كارل شابير).

## شخصيات من المدينة
- كارل شابر (* 30) ديسمبر 1812 ، † 28. عامل الغابات ، بطل حركة ناسو العمالية  الثورية
- البرت فاجنر (* 22). نوفمبر 1885 ، 19 †. يناير 1974 في Weilburg)،سياسي معروف من حزب SPD.
- هيلموت هيلد (* 23) مايو 1921 ، † 11. سبتمبر 1999 في دارمشتات ، رئيس الكنيسة البروتستانتية في هيس وناسو

## روابط خارجية ومراجع
- الموقع الرسمي لبلدية قاينباخ.
- "Informationen zu der Gemeinde Weinbach". Hessisches Gemeindelexikon. HA Hessen Agentur GmbH. 2016. اطلع عليه بتاريخ 2018-03-20. {{استشهاد ويب}}: روابط خارجية في |publisher= (مساعدة) "Informationen zu der Gemeinde Weinbach". Hessisches Gemeindelexikon. HA Hessen Agentur GmbH. 2016. اطلع عليه بتاريخ 2018-03-20. {{استشهاد ويب}}: روابط خارجية في |publisher= (مساعدة) "Informationen zu der Gemeinde Weinbach". Hessisches Gemeindelexikon. HA Hessen Agentur GmbH. 2016. اطلع عليه بتاريخ 2018-03-20. {{استشهاد ويب}}: روابط خارجية في |publisher= (مساعدة) "Informationen zu der Gemeinde Weinbach". Hessisches Gemeindelexikon. HA Hessen Agentur GmbH. 2016. اطلع عليه بتاريخ 2018-03-20. {{استشهاد ويب}}: روابط خارجية في |publisher= (مساعدة)
- Weinbach على مشروع الدليل المفتوح